# Fi de partida
Fi de partida o Final de partida (en anglès Endgame i en francès Fin de partie) és un drama en un acte per a quatre personatges, escrit pel dramaturg i escriptor irlandès Samuel Beckett. Va ser redactat originalment en francès, amb el títol Fin de partie, i, com era el seu costum, el mateix Beckett el va traduir a l'anglès, com "Endgame", a l'any següent de la seva publicació. Va ser publicat en 1957, i és considerat, juntament amb obres com Tot esperant Godot, entre els més importants treballs de l'autor. Fou traduïda al català el 1990 per Lluís Solà com a Fi de partida; el 2010 es publicà una nova traducció Final de partida per Joan Cavallé.
L'obra està dedicada a Roger Blin, el director que havia estrenat Tot esperant Godot a París, qui hauria buscat sense èxit un teatre on estrenar-la en aquesta ciutat. Es va estrenar a Londres, al Royal Court Theatre, quan accepten la invitació de George Devine, a l'abril de 1957. A posteriori, aquest mateix mes, es va estrenar a París, al Studio des Champs Élysées. També el 1957, ho va fer a Berlín, amb el títol de Endspiel. Al juny d'aquest mateix any es va estrenar a Espanya, dirigida per Alberto González Vergel. El 1990 fou traduïda al català i representada l'11 de gener del mateix any per la Gàbia de Vic sota la direcció de Jordi Mesalles i Bisbe, amb els actors Iva Vigatà, Joan Anguera, Lluís Soler i Ramon Vila.

## Sinopsi
Els seus protagonistes són Hamm, un vell amo que està cec i no pot romandre dempeus, i el seu servent, anomenat Clov, que no pot asseure's. Viuen en una petita casa al costat de la mar, encara que a vegades el diàleg suggereix que no hi ha res fora de la casa, ni mar, ni sol, ni núvols. Els dos personatges, mútuament dependents, sempre s'han portat malament, i així es veu al llarg de l'obra. Clov a vegades mostra una remota intenció de deslliurar-se del seu jou, però mai és capaç de fer-ho. Els altres dos personatges que apareixen són els pares de Hamm, que no tenen cames: Nagg i Nell, els quals viuen en sengles galledes d'escombraries que apareixen a l'escenari. De tant en tant demanen menjar i parlen entre si.

## Sentit de l'obra
El títol en anglès prové del joc dels escacs, al final del qual queden poques peces en el tauler. (El títol en francès pot fer referència a altres jocs. Beckett lamentava que no hi hagués en anglès un terme equivalent.) Se sap que el propi Beckett va ser gran jugador d'escacs, i la resistència de Hamm a acceptar la fi pot ser comparada amb la del jugador amateur a admetre una derrota inevitable en aquest joc; els jugadors experimentats, per contra, prefereixen tirar el rei dignament quan el veuen tot perdut.
El crític literari Harold Bloom, qui va valorar aquest drama com el principal de Beckett, considera que el personatge de Hamm tanca una clara al·lusió a Hamlet i, per exemple, troba una referència intertextual en aquestes línies:
| « | […] el seu temps va acabar i dubto encara, dubto fins a la fi. | » |

Bloom manté que això està vinculat amb el famós soliloqui d'Hamlet: 'To be or not to be' ("Ser o no ser"), en el qual el dubte impedeix a Hamlet prendre cap decisió; Fi de partida, precisament, és un drama, a l'estil de Beckett, mancat d'acció i, per tant, de decisions, com s'observa en altres obres seves.
S'ha suggerit igualment que Hamm s'associa a ham actor ('mal actor', en anglès) i a Ham, fill del bíblic Noè, Com explica l'estudiosa de l'obra de Beckett, Laura Cerrato, "ham actor" és una argot que al·ludeix al mal actor que "sobreactúa, melodramàtic i que gesticula" molt i que se n'hauria dit així perquè els actors als qui s'associa el terme eren actors pobres que usaven greix de pernil (ham) en comptes de crema per a treure's el maquillatge. Clov, per part seva, recorda a clown (pallasso), així com suggereix cloven hoof (la peülla hendida del diable) i glove (guant), amb el que, tal vegada, Hamm i Clov podria sonar a 'hand' i 'glove', mà i guant. D'altra banda, Nagg podria venir de nagging (enutjós) i l'alemany nagen (rosegar), mentre que Nell recorda un personatge, Little Nell, de The Old Curiosity Shop, de Dickens (Theodor Adorno: Trying to Understand Endgame). De la mateixa forma, Hamm podria ser l'abreviatura de hammer (martell) i Clov de clove (gra d'all, etimològicament en anglès, nail, clau; per part seva, en francès, clau s'escriu "clou". I en efecte, el martell i el clau semblen simbolitzar molt bé a tots dos personatges en l'obra. Segons això, Nagg i Nell, junts, podrien suggerir l'alemany Nagel (nail: clau).
Ruby Cohn, en el seu llibre Back to Beckett, escriu: «El passatge favorit de Beckett en l'obra és la deducció de Hamm a partir de l'observació de Clov que Nagg està plorant: 'Llavors està viu.' Però a Berlín va advertir que la més important frase pertany a Nell: 'No hi ha res més divertit que la infelicitat.' I Beckett va enfocar tota l'obra a demostrar aquest fet».
De l'obra es desprèn en general que els personatges viuen en un món mort, estàtic, sense canvis ni variacions de cap mena, el mateix que en Esperant a Godot, en la qual mai passa res. Cada dia repeteix les accions i reaccions del dia anterior, i cada fet es veu revestit així d'una espècie de qualitat ritual. Es veu perfectament a través del text que els personatges tenen un passat (més clarament Nagg i Nell que invoquen records de caminar en tàndem per Les Ardenes). No obstant això, no hi ha cap indicació de futur amb referència a ells. Fins i tot la mort de Nell, cap al final de l'obra, és acollida sense cap reacció, ni tan sols de sorpresa. El llòbrec escenari, i la referència constant a aspectes de la civilització que ja no existeixen, han suggerit a molts que l'obra tracta de simbolitzar l'era post-nuclear. Tal és així que el lloc on estan té aspectes que el vinculen a un búnquer, per exemple les finestres petites i a elevada altura, la idea que els queviures s'estiguin acabant, i que se suggereixi que tot és mort fora d'allí, així com també, cap al final, l'albirament amb la ullera de llarga vista, per part de Clov d'un nen que s'acosta al lloc. Beckett, no obstant això, poc inclinat sempre a tota interpretació de la seva obra, va negar repetidament aquesta versió.
Amb motiu d'un reestreno de l'obra a Madrid (abril de 2010), el director d'aquesta, Krystian Lupa (Polònia, 1943), va afirmar en una entrevista:
«[Beckett] Era molt llest. I com no podia imposar un canvi en l'estètica teatral del seu temps va escriure de tal manera que va imposar aquest canvi des del text mateix. Sabia que tard o d'hora se sortiria amb la seva. Els protagonistes de Final de partida o menteixen o callen la major part del temps. I no obstant això, i aquí està el geni de l'autor, allò que de veritat volen explicar està en tot moment present. Només cal saber arribar i comprendre. (...) En l'obra funciona aquesta enorme força del nen que ha sentit mal i mata i que sempre és la font principal del mal. Hamm és un rebel que ha arribat al mal i després no sap com desprendre's d'ell. Alguna cosa que sovint ens ocorre: ens convertim en recipients del mal i els camins al bé ens semblen hipòcrites i repugnants».
Per part seva, el protagonista de l'obra, l'actor i acadèmic espanyol José Luis Gómez, va afirmar en aquesta entrevista: «Crec que és impossible entendre aquesta obra sense assumir que està escrita per un home profundament marcat per la II Guerra Mundial, alguna cosa que reflecteix el testimoniatge que va deixar del seu treball a l'hospital a la ciutat devastada de Normandia, Saint-Lô. D'alguna manera Final de partida és una memòria intensa i molt xifrada d'aquest temps».
Tanmateix el propi Beckett rebutjava qualsevol intent d'interpretació o missatge profund. Responent al director de la seva estrena americana, va puntualitzar:
| « | […] negar-se a qualsevol explicació i insistir en l'extrema senzillesa de la situació i del tema. […] No tenim claus que oferir per a desentranyar misteris que només ells (els que pregunten) s'han inventat. […] Si algú vol fer-se maldecaps sobre els fonos harmònics, és cosa seva, i ell mateix ha de procurar-se l'aspirina. Hamm és el que és en l'obra, i Clov és el que és en l'obra, i tot és el que és en l'obra […] en un lloc així i en un món així. | » |

I en un altre lloc:
| « | Fin de partie serà mer joc. Ni més ni menys. D'enigmes i solucions, ni una paraula. Per a coses tan serioses estan les universitats, les esglésies, els cafès, etc. | » |

El biògraf de Beckett, Klaus Birkenhauer, com altres crítics, dubte de l'adscripció de Beckett al teatre de l'absurd: «El mateix que En attendant Godot, Fi de partie té el sentit suficient com per a poder desmentir la validesa d'un terme tan difós com és el de 'teatre de l'absurd'. […] Els homes (o, més ben dit, les figures escèniques) que intervenen en la peça, en la situació en què es troben, no poden reaccionar de manera diferent a com Beckett ha previst. El seu comportament és completament lògic i conseqüent quan s'admet el pressupost fonamental [que] els personatges i les situacions són així perquè l'autor l'ha volgut. […] I és que l'escriptor no subministra continguts, sinó formes».